# Samu Llanes
Samu Llanes (nacido como Samuel Llanes López, el 2 de diciembre de 2001 en Santa Clara, Cuba) es un director y productor de cine cubano. Debutó con el cortometraje Dos por cero, el amor estrenado en The Americas Film Festival of New York

## Reseña biográfica
Comienza desde joven en la fotografía donde se forma con los fotógrafos Ramón Cabrales y Rufino del Valle. Participó en otros talleres de fotografía de la UNEAC con el fotógrafo Chino Arcos. Fue forjando su estilo pero tenía claro que lo que más quería era hacer cine así que forma parte de un taller de David Bim, director de cine y profesor de la EICTV San Antonio de los Baños. 
Ha realizado numerosos videos musicales a artistas cubanos y debuta en el cine con el cortometraje de ficción  Dos por cero, el amor estrenado en The Americas Film Festival of New York en la 12na Edición. Actualmente está en la producción de su primer largometraje cuyo estreno será en 2026. 

## Filmografía
- Dos por cero, el amor (Cortometraje, 2025)
- Intersección (Largometraje, Thriller Psicológico, 2025) *En producción

Dos por cero, el amor